# Franciscodoras marmoratus
Franciscodoras marmoratus (conhecido no Brasil como cumbaca, serrudo, gongó ou helicóptero) é uma das espécies de peixes do gênero Franciscodoras, da (ordem Siluriformes) familia Doradidae..
É endêmico da bacia do Rio São Francisco.